# دهستان بالا ولایت (کاشمر)

دهستان بالاولایت

دهستان بالا ولایت نام دهستانی در بخش مرکزی شهرستان کاشمر، استان خراسان رضوی در ایران است. براساس سرشماری مرکز آمار ایران در سال ۱۳۹۵، جمعیت آن ۲۸٬۶۱۰ نفر (۸٬۹۳۲ خانوار) بوده است. روستای قوژد با جمعیتی معادل ۴٬۶۵۰ نفر؛ پرجمعیت‌ترین روستای این دهستان و شهرستان کاشمر است.

## روستاها
- اسحاق‌آباد
- تربقان
- تل‌آباد
- ریخته ابوالقاسمی
- فدافن
- فروتقه
- قوژد
- کلاته نای
- گندم‌بر